# Zhongshan (staat)

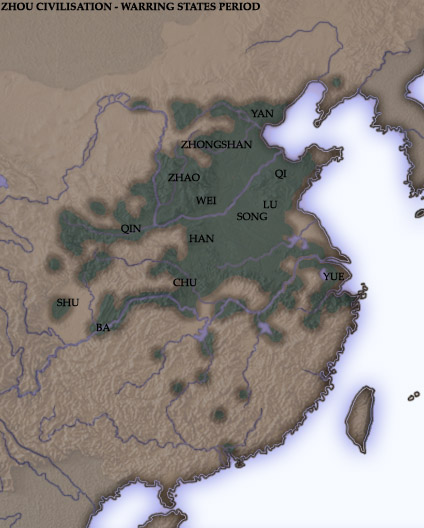
De Strijdende Staten

Zhongshan (中山, ook wel Chung Shan) was een kleinere Strijdende Staat in China. Het lag in het noorden van het rijk (in de huidige provincie Hebei), ten oosten van Zhao en ten westen van Yan.
Zhongshan ontstond in de zesde eeuw v.Chr. door de vestiging van niet-Chinese nomaden van de Di-stam die door andere stammen uit het gebied van de huidige provincie Shaanxi waren verdreven. Aanvankelijk stond Zhongshan onder invloed van de staat Wei, maar hij wist later zijn onafhankelijkheid te verkrijgen. Geleidelijk nam Zhongshan de Chinese cultuur en het confucianisme over.
In het jaar 296 v.Chr. werd het kleine staatje veroverd door zijn sterke buur Zhao. Voorafgaand aan de aanval hadden spionnen van de Zhao-koning gemeld dat de koning van Zhongshan zeer leergierig was, zijn volk naar roem streefde, maar zijn soldaten laf waren.